# Безсаловский сельский совет
Безсаловский сельский совет (укр. Безсалівська сільська рада) — входит в состав
Лохвицкого района
Полтавской области
Украины.
Административный центр сельского совета находится в 
с. Безсалы.

## История
- 1694 — дата образования.

## Населённые пункты совета
- с. Безсалы
- с. Вишенки
- с. Мехедовка
- с. Озёрное
- с. Сокириха
- с. Червоная Слободка